# Камни Врх при Амбрусу
Камни Врх при Амбрусу (словен. Kamni Vrh pri Ambrusu) је насељено место у општини Иванчна Горица, Средњесловенска регија, Словенија.

## Историја
До територијалне реорганизације у Словенији био је у саставу старе општине Гросупље.

## Становништво
У попису становништва из 2011. Камни Врх код Амбруса имао је 41 становника.
| Број становника према пописима | Број становника према пописима | Број становника према пописима |
| ------------------------------ | ------------------------------ | ------------------------------ |
| 1991                           | 2002                           | 2011                           |
| 52                             | 40                             | 41                             |

Напомена: До 1955. исказивано под именом Камни Врх.